# Karmelitinnenkloster Rankweil

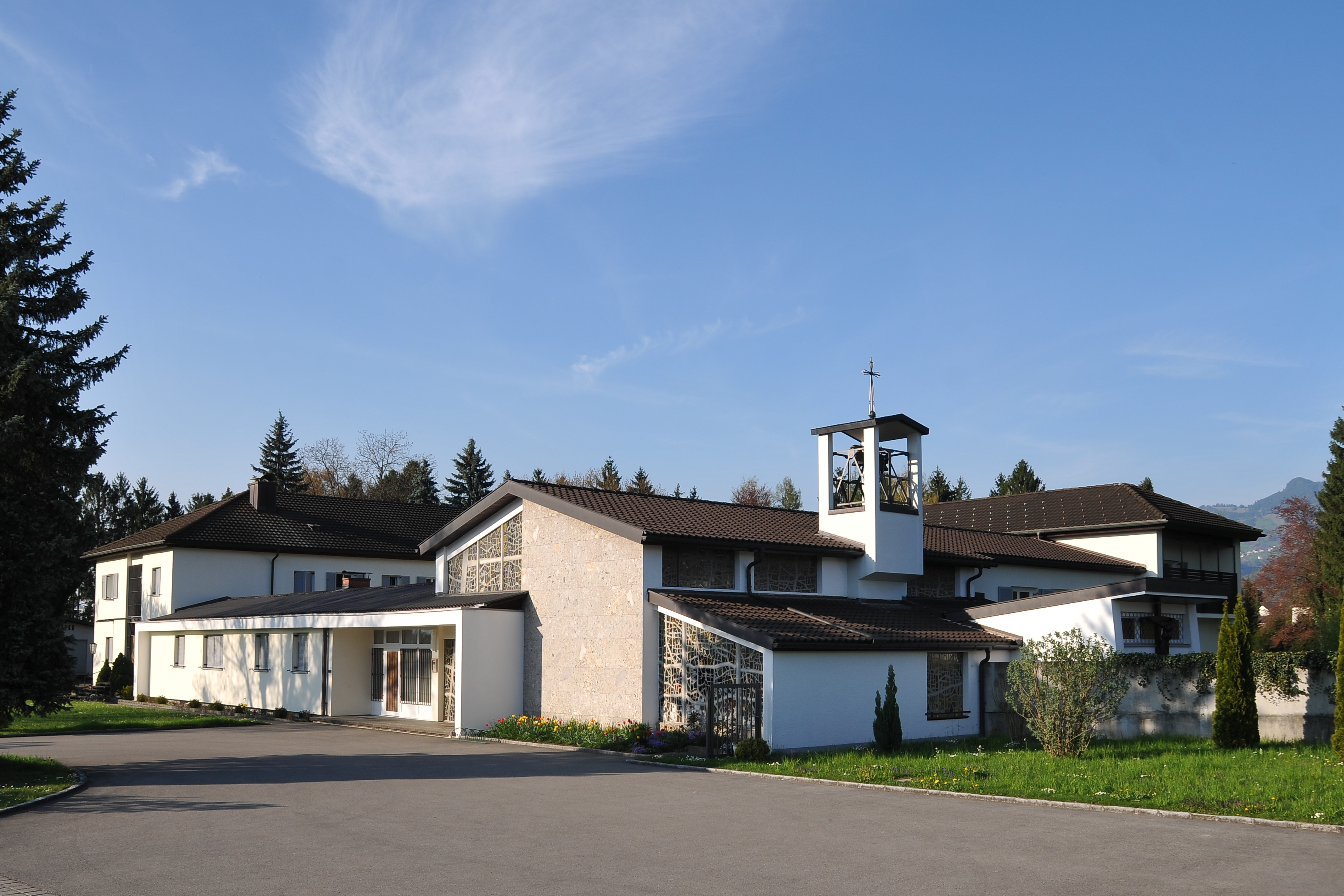
Klosteranlage in Rankweil

Das Karmelitinnenkloster Rankweil (auch Klein-Theresien-Karmel) ist ein seit 1960 bestehendes Kloster der Unbeschuhten Karmelitinnen in Rankweil, Diözese Feldkirch, in Österreich. Es trägt das Patrozinium der hl. Therese von Lisieux, die im Unterschied zur hl. Teresa von Ávila die „kleine“ Therese genannt wird.

## Geschichte
Die ersten Gründungsabsichten in Rankweil wurden 1935 durch die Nachwirkungen der Weltwirtschaftskrise und den Zweiten Weltkrieg unterbrochen. 1958 erklärte sich die ortsansässige Familie Spodin gegenüber dem Karmel St. Josef in Wien-Baumgarten bereit, ein 2 Hektar großes Grundstück für den Klosterbau (heute: Treietstraße 18) sowie eine provisorische Unterkunft für die Gründungsschwestern zur Verfügung zu stellen. Bereits 1907 hatte die Familie Spodin erste Kontakte zum Wiener Karmel geknüpft, als eine Tochter dort kurzzeitig als Kandidatin lebte.
Am 9. November 1960 bezogen fünf Karmelitinnen aus dem Karmel St. Josef in Wien das Elternhaus der Familie Spodin in Rankweil als provisorische Unterkunft. Zur ersten Priorin wurde Mutter Regina ab Angelis (1904–2002) ernannt, deren Spiritualität maßgeblichen Einfluss auf die innere Formung des Konvents hatte. Um die Einhaltung der strengen Klausur durch das weitere Bauvorhaben nicht zu verletzen, gründete sich im August 1961 ein aus Laien bestehendes Baukomitee, aus dem im März 1962 ein noch heute bestehender Freundeskreis hervorging.
Mit dieser finanzieller Unterstützung folgte am 15. Juli 1962 der Spatenstich und am 26. August 1962 in Anwesenheit des Landeshauptmanns Vorarlbergs, Ulrich Ilg, die Grundsteinlegung des Klein-Theresien-Karmels. Am 19. April 1964 vollzog der Bischof der Diözese Feldkirch, Bruno Wechner, die Klosterweihe und Kirchweihe.
2021 zählte der Konvent 20 Nonnen. Die Schwestern tragen mit der Herstellung handverzierter Kerzen zum Unterhalt ihres Klosters bei.